# Емил Белмустаков
Емил Петров Белмустаков е български геолог палеонтолог и университетски преподавател, професор.

## Биография
Роден е на 28 май 1915 г. във Враца в семейство на учители. Негов брат е бъдещият художник Любен Белмустаков. Средно образование завършва в родния си град. От 1937 до 1941 г. учи естествена история в Софийския университет. След това записва за докторат по геология и специализира в катедрата по геология в Софийския университет. Участва като офицер във Втората световна война. През 1945 г. е назначен за учител във Враца. През септември 1945 г. е избран за асистент по геология в Софийския университет. Включва се в геологопроучвателни дейности. Сред тях са Свогенският въглищен басейн и язовир „Малък Искър“. От 1947 до 1949 г. активно участва в геоложките проучвания на язовир Голям Беглик, за което е награден с „Народен орден на труда“ – сребърен. Допринася с изследователската си дейност на хидротехническите съоръжения по река Въча, Балканския въглищен басейн и Североизточна България. През 1948 г. защитава докторска дисертация на тема „Геология на южната част на областта Пиянец“. През 1954 г. е избран за старши научен сътрудник в Геологическия институт при Българска академия на науките. Завежда секцията по палеонтология и изпълнява длъжността научен секретар на института. Същевременно чете лекции в Софийския университет като хоноруван преподавател. През 1963 г. е избран за доцент и преминава на работа в катедрата по динамична и исторична геология, а от 1966 г. е професор. От 1973 г. до пенсионирането му през 1981 г. е ръководител на катедрата. Води практически занятия и е чел лекции по Основи на геологията, Исторична геология и История на геологията. Има приноси при изучаването на палеогенските отложения в Албания и Куба.
Съавтор е на 12 научнопроизводствени доклада. Написал е в съавторство учебници по „Въведение в геологията“ и „Исторична геология“. През 1980 г. съвместно с Георги Мандов издават първия учебник по „Исторична геология“. Самостоятелно или в колектив с други автори изследва стратиграфията и палеонтологията на Лютеса и Приабона в Източна Стара планина, на палеогена в платата на Североизточна България, Луковитско и Габровско, на палеогенските отложения в Чирпанско, Хасковско и Кърджалийско. Разработва някои теоретични въпроси за етажната подялба на палеогена. Автор или съавтор е на повече от 30 научни произведения, сред които особено място в творчеството му заема монографията за големите фораминифери на палеогена в поредицата „Фосилите на България“.
Участва в обогатяването на Музея по палеонтология и исторична геология в Софийския университет. Участва и с фосили от своята колекция в ескпозицията "Палеонтология" в Националния природонаучен музей.
Умира на 20 февруари 1986 г. в София.

## Избрани произведения
- Tzankov, V.; Belmustakov, E. Contribution a la connaissance de la faune tertiaire en Albanie: I. La faune Oligocene des environ de Kortcha //  Годишник на Софийския университет. Биолого-геолого-географски факултет. Книга 2 - Геология; Annuaire de l'Universite de Sofia. Faculte de biologie, geologie et geographie. Livre 2 - Geologie 49 (2).   1956. с. 159-180. Посетен на 30 април 2025.
- Белмустаков, Емил. Академик Еким Бончев на 70 години //  Годишник на Софийския университет "Св. Климент Охридски". Геолого-географски факултет. Книга 1 - Геология; Annuaire de l'Universite de Sofia "St. Kliment Ohridski". Faculte de geologie et geographie. Livre 1 - Geologie 70 (1).   1979. с. 9-16. Посетен на 2 май 2025.